# Fuʾād II d'Egitto
Fuʾād II d'Egitto e del Sudan, nato Aḥmad Fuʾād (in arabo أحمد فؤاد الثاني‎?; Il Cairo, 16 gennaio 1952), è membro della dinastia egiziana alawita nonché ultimo re d'Egitto e del Sudan dal 1952 alla deposizione della dinastia, nel 1953.

## Biografia

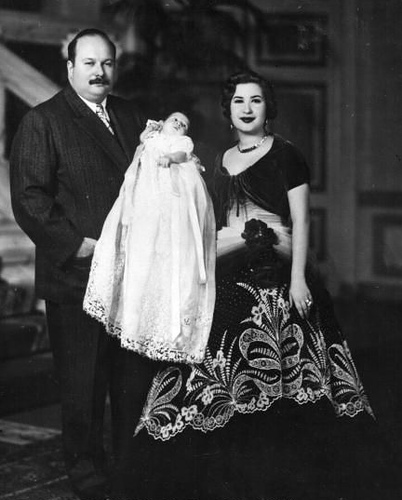
Fārūq I e sua moglie Narriman con Fuʾād neonato

Aḥmad Fuʾād nacque dal re Fārūq I e dalla regina Narriman, seconda moglie del sovrano, in quanto la prima, Farīḍa, gli aveva dato solo figlie femmine.
Nel 1952 si ebbe in Egitto un colpo di Stato militare guidato dal generale Muhammad Naǧīb e dal colonnello Nasser. Il re Fārūq fu costretto ad abdicare il 26 luglio a favore del figlio di pochi mesi e a recarsi in esilio.
La famiglia reale, compreso anche il re infante, si diresse in Italia, a Capri. Intanto in Egitto veniva formata una reggenza in nome del piccolo Fuʾād II, assente dal territorio nazionale. Neppure un anno dopo, il 18 giugno 1953, venne però proclamata la repubblica. Fuʾād soggiornò pochi anni in Italia, per poi trasferirsi in Svizzera per le scuole.

### Matrimonio
Fuʾād vive in Francia, dove ha avuto tre figli con Dominique-France Loeb-Picard, che ha sposato nel Principato di Monaco nel 1976. Il suo erede è il primogenito Mohamed Ali Fuʾād, principe di Sa'id, nato al Cairo nel 1979. Il presidente egiziano Anwar al-Sadat infatti ha successivamente ripristinato la cittadinanza egiziana di Fuʾād II, che è stato così in grado di visitare l'Egitto più volte.

## Discendenza
Fuʾād II d'Egitto e Dominique-France Loeb-Picard hanno avuto due figli e una figlia:
- Muhammad Ali (1979);
- Fawzia Latifa (1982);
- Fakhruddin (1987).

## Ascendenza
|                        |                        |                          | Genitori               |  |  | Nonni |  |  | Bisnonni       |  |  | Trisnonni      |  |
|                        |                        |                          |                        |  |  |       |  |  | Isma'il Pascià |  |  | Ibrāhīm Pascià |  |
|                        |                        |                          |                        |  |  |       |  |  | Isma'il Pascià |  |  | Ibrāhīm Pascià |  |
|                        |                        | Hoshiar Walda            |                        |  |  |       |  |  | Isma'il Pascià |  |  |                |  |
| Fu'ad I d'Egitto       |                        |                          |                        |  |  |       |  |  | Isma'il Pascià |  |  |                |  |
|                        |                        | Ferial Hanem             | …                      |  |  |       |  |  |                |  |  |                |  |
|                        |                        | Ferial Hanem             | …                      |  |  |       |  |  |                |  |  |                |  |
|                        |                        | Ferial Hanem             | …                      |  |  |       |  |  |                |  |  |                |  |
| Faruq I d'Egitto       |                        | Ferial Hanem             |                        |  |  |       |  |  |                |  |  |                |  |
|                        |                        | Abdel Rahim Sabri Pascià | …                      |  |  |       |  |  |                |  |  |                |  |
|                        |                        | Abdel Rahim Sabri Pascià | …                      |  |  |       |  |  |                |  |  |                |  |
|                        |                        | Abdel Rahim Sabri Pascià | …                      |  |  |       |  |  |                |  |  |                |  |
| Nazli Sabri            |                        | Abdel Rahim Sabri Pascià |                        |  |  |       |  |  |                |  |  |                |  |
|                        |                        | Tewfika Hanim            | Muhammad Sharif Pascià |  |  |       |  |  |                |  |  |                |  |
|                        |                        | Tewfika Hanim            | Muhammad Sharif Pascià |  |  |       |  |  |                |  |  |                |  |
|                        |                        | Tewfika Hanim            | Nazli Hanim            |  |  |       |  |  |                |  |  |                |  |
| Fuʾād II d'Egitto      |                        | Tewfika Hanim            |                        |  |  |       |  |  |                |  |  |                |  |
|                        | Ali Muhammad Sadiq Bey | Muhammad Sadiq Pascià    |                        |  |  |       |  |  |                |  |  |                |  |
|                        | Ali Muhammad Sadiq Bey | Muhammad Sadiq Pascià    |                        |  |  |       |  |  |                |  |  |                |  |
|                        | Ali Muhammad Sadiq Bey | …                        |                        |  |  |       |  |  |                |  |  |                |  |
| Husayn Fahmi Sadiq Bey | Ali Muhammad Sadiq Bey |                          |                        |  |  |       |  |  |                |  |  |                |  |
|                        |                        | …                        | …                      |  |  |       |  |  |                |  |  |                |  |
|                        |                        | …                        | …                      |  |  |       |  |  |                |  |  |                |  |
|                        |                        | …                        | …                      |  |  |       |  |  |                |  |  |                |  |
| Narriman Sadiq         |                        | …                        |                        |  |  |       |  |  |                |  |  |                |  |
|                        |                        | Kamel Mahmoud            | …                      |  |  |       |  |  |                |  |  |                |  |
|                        |                        | Kamel Mahmoud            | …                      |  |  |       |  |  |                |  |  |                |  |
|                        |                        | Kamel Mahmoud            | …                      |  |  |       |  |  |                |  |  |                |  |
| Asila Kamel            |                        | Kamel Mahmoud            |                        |  |  |       |  |  |                |  |  |                |  |
|                        |                        | …                        | …                      |  |  |       |  |  |                |  |  |                |  |
|                        |                        | …                        | …                      |  |  |       |  |  |                |  |  |                |  |
|                        |                        | …                        | …                      |  |  |       |  |  |                |  |  |                |  |
|                        |                        | …                        |                        |  |  |       |  |  |                |  |  |                |  |